# Liriomyza huidobrensis
Liriomyza huidobrensis este o specie de muște din genul Liriomyza, familia Agromyzidae, descrisă de Blanchard în anul 1926. Conform Catalogue of Life specia Liriomyza huidobrensis nu are subspecii cunoscute.